# Tokyo!
Pour plus de détails, voir Fiche technique et Distribution.
Tokyo! est un film multinational composé de trois courts métrages réalisés par Michel Gondry, Leos Carax et Bong Joon-ho, sorti en 2008. Chacun de ces courts-métrages se déroule dans la ville de Tokyo.

## Synopsis
Interior Design, de Michel Gondry
Akira et Hiroko, deux fiancés, tentent de s'installer à Tokyo. Akira a l'ambition de devenir réalisateur. Hiroko, plus indécise, a le sentiment diffus de perdre le contrôle de sa vie et se sent seule. Ils cherchent à trouver un appartement dans cette ville, mais ils n'y arrivent pas. Tandis qu'Akira garde espoir, Hiroko perd confiance en elle et se sent inutile. Mais un jour, elle commence à observer d'étranges transformations sur son corps.
Merde, de Leos Carax
Une créature inconnue sème la panique et la mort dans les rues de Tokyo. Les médias la surnomment « la Créature des égouts ». L'armée finit par la capturer. Il s'agit d'un homme d'une civilisation inconnue, qui se fait appeler Merde. Son procès déchaîne les passions.
Shaking Tokyo, de Bong Joon-ho
Le personnage principal de ce court-métrage est un homme qui est hikikomori depuis plus de 10 ans : il vit enfermé dans son appartement, réduisant au strict minimum tout contact avec le monde extérieur. Mais lorsqu'une livreuse de pizza qu'il avait appelé s'évanouit chez lui durant un tremblement de terre, il tombe amoureux d'elle. Peu après, il apprend que la jeune fille est devenue hikikomori à son tour. Il décide de sortir de chez lui pour la première fois depuis plus d'une décénnie.

## Fiche technique
- Réalisation et scénario : Michel Gondry, Leos Carax et Bong Joon-ho
  - Interior Design s'inspire du roman graphique Cecil and Jordan in New York de Gabrielle Bell, qui en coécrit le scénario
- Musique : Lee Byeong-woo, Étienne Charry (Interior Design)
- Photographie : Masami Inomoto (Interior Design), Caroline Champetier (Merde), Jun Fukumoto (Shaking Tokyo)
- Montage : Nelly Quettier (Merde)
- Décors : Mitsuo Harada (Merde), Hiroshi Hayashida	(Interior Design), Toshihiro Isomi (Shaking Tokyo)
- Production : Anne Pernod-Sawada, Masamichi Sawada et Michiko Yoshitake
  - Production déléguée : Kenzô Horikoshi (Merde), Hiroyuki Negishi (Interior Design), Yuji Sadai (Shaking Tokyo)
  - Coproduction : Rémi Burah
  - Production associée : Lewis Kim
- Sociétés de production : Comme des Cinémas, Kansai Telecasting Corporation, Bitters End, Sponge, Arte France Cinéma, Coin Film, WDR / Arte, Backup Films, Wild Bunch, Champion Top Investment, VAP, Hakuhodo DY Media Partners, WOWOW, Asahi Broadcasting Corporation, Picnic
- Distribution : Liberation Entertainment (États-Unis, Haut et Court (France)
- Genre : comédie dramatique, fantastique, film à sketches
- Durée : 112 minutes
- Pays de production :  France,  Japon,  Allemagne et  Corée du Sud
- Langues originales : japonais, français, anglais
- Format : couleur - 1.85:1 - son Dolby Digital
- Dates de sortie[1] :
  - France : 14 mai 2008 (Festival de Cannes 2008), 15 octobre 2008 (sortie nationale)
  - Suisse : 5 juillet 2008 (Festival international du film fantastique de Neuchâtel 2008)
  - Japon : 16 août 2008
  - Corée du Sud : 23 août 2008

## Distribution

### Interior Design
- Ayako Fujitani : Hiroko
- Ryō Kase : Akira
- Ayumi Itō : Akemi
- Nao Ōmori : Hiroshi
- Satoshi Tsumabuki : Takeshi
- Shunji Iwai
- Yoshiyuki Morishita

### Merde
- Denis Lavant : M. Merde
- Jean-François Balmer : M. Voland, l'avocat
- Julie Dreyfus : la deuxième interprète de Voland
- Kenji Kodama : le président du tribunal
- Kyūsaku Shimada : le directeur de prison
- Andrée Damant

### Shaking Tokyo
- Yu Aoi : la livreuse de pizza
- Teruyuki Kagawa : l'hikikomori
- Naoto Takenaka : le manager de la pizzeria
- Yutaka Matsushige

## Distinctions

### Récompenses
- Festival international du film fantastique de Neuchâtel 2008 : Mention Spéciale et prix Titra Film pour Michel Gondry, Leos Carax et Bong Joon-ho[2]

### Nominations
- Festival de Cannes 2008 : en compétition dans la catégorie Un certain regard
- Festival international du film fantastique de Neuchâtel 2008 : prix Narcisse du meilleur film
- Festival international du film de Catalogne 2008 : meilleur film

## Commentaires
M. Merde, le personnage du segment de Leos Carax, est repris en 2012 dans le film Holy Motors du même réalisateur, où il est à nouveau incarné par Denis Lavant.